# Fahrzeug
Fahrzeug ist ein Oberbegriff für mobile Verkehrs- und Transportmittel, die dem Transport von Personen (Personenverkehr), Tieren (Tiertransport) und/oder Gütern (Güterverkehr) dienen.

## Allgemeines
Synonym wird auch von einem Gefährt (von mittelhochdeutsch gevert(e) „Fahrt, Gang, Reise“; Kollektivbildung zu Fahrt) oder – häufig abwertend – von einem Vehikel (lateinisch vehiculum, „Fahrzeug, Wagen“ für ein altes oder schlechtes Fahrzeug) gesprochen.
Fahrzeuge dienen der Fortbewegung für Personen, Tiere und Güter zwecks Ortsveränderung.

## Arten
Je nach Verwendung auf einem Verkehrsträger können sie weiter untergliedert werden, beispielsweise in:
| Element | Art                             | Verkehrsträger | Beispiele                                     |
| ------- | ------------------------------- | -------------- | --------------------------------------------- |
| Boden   | Landfahrzeuge (Landverkehr)     | Straße         | Straßenfahrzeuge                              |
| Boden   | Landfahrzeuge (Landverkehr)     | Schiene        | Schienenfahrzeuge                             |
| Boden   | Landfahrzeuge (Landverkehr)     | sonstige       | Baumaschinen, Geländefahrzeuge, Landmaschinen |
| Wasser  | Wasserfahrzeuge (Wasserverkehr) | Binnengewässer | Binnenschiffe, Flussfähren                    |
| Wasser  | Wasserfahrzeuge (Wasserverkehr) | Meer           | Seeschiffe                                    |
| Luft    | Luftfahrzeuge (Luftverkehr)     | Luftraum       | Ballone, Flugzeuge, Helicopter, Multicopter   |
| Luft    | Luftfahrzeuge (Luftverkehr)     | Weltall        | Raumfahrzeuge                                 |

Eine Mischform zwischen Landfahrzeugen und Wasserfahrzeugen ist das Amphibienfahrzeug und zwischen Straßenverkehr und Eisenbahnverkehr das Zweiwegefahrzeug.
Zudem lassen sich alle Fahrzeuge nach vielfältigen weiteren Kategorien untergliedern, beispielsweise:
- Wasserfahrzeuge → Verdränger und Gleiter,
- Landfahrzeuge → Schienenfahrzeuge, Straßenfahrzeuge, Geländefahrzeuge,
- Luftfahrzeuge → Hubschrauber, Propellerflugzeuge, Strahlflugzeuge.

Nach der Antriebsart eines Fahrzeugs unterscheidet man
- motorisierte Fahrzeuge:
  - Straße: Kraftfahrzeuge mit vielen Unterarten bis hin zu E-Bike und E-Tretroller;
  - Schiene: Eisenbahnen (Personenzüge, Güterzüge), Schienenbusse, Bergbahnen;
  - Seil: Seilbahnen, Sessellifte, Skilifte;
  - Wasser: Passagierschiffe (Kreuzfahrtschiffe: Hochsee- und Flusskreuzfahrtschiffe), Frachtschiffe (Containerschiffe, Stückgutfrachter, Tanker);
  - Luftraum: Flugzeuge (Passagierflugzeuge, Frachtflugzeuge), Hubschrauber;
- Muskelkraftbetriebene Fahrzeuge:
  - Straße: Fahrrad (und mit ihm verwandte Fahrzeuge z. B. Rikscha), Draisine oder Tretroller (menschliche Muskelkraft). Fuhrwerke, Kutschen oder Pferdebahnen nutzen tierische Muskelkraft durch Zugtiere.
  - Schiene: Eisenbahn-Draisine;
  - Wasser: Ruderboote, Wasserski, Tretboote;
- Durch Windkraft angetriebene Fahrzeuge: Ballone, Gleitschirme, Hängegleiter, Segelboote, Segelflugzeuge, Segelschiffe, Windsurfbretter.
- Durch Schwerkraft angetriebene Fahrzeuge: unter anderem Rodelschlitten.
- Weltraum: Raumfahrzeuge.

Anhänger sind Landfahrzeuge, die für den Einsatz an Zugmaschinen konstruiert wurden. Bei den motorisierten Fahrzeugen unterscheidet man nach der Antriebsenergie auch zwischen Elektrofahrzeugen, Hybridfahrzeugen und mit Kraftstoff betriebenen Fahrzeugen. Ein Zugfahrzeug mit einem oder mehreren Anhängern ist ein Gespann; außerdem ein Beiwagen eines Motorrades.
Es gibt spurgebundene und nicht spurgebundene Fahrzeuge. Spurgebundene Fahrzeuge weisen weniger Aufwand für die Spurführung auf, sind dafür aber inflexibler in der Streckenführung. Im Hinblick auf die Art der Spurbindung lassen sich folgende Fahrzeuge unterscheiden:
| Spurbindung                                      | Transportmittel                                                                                                  |
| ------------------------------------------------ | --- |
| Gleis unter dem Fahrzeug Gleis über dem Fahrzeug | Schienenfahrzeuge: Bergbahn, Eisenbahn, Luftkissenschwebebahn, Schienenbus, Straßenbahn, Standseilbahn Hängebahn |
| Kabel Kabel und Gleis                            | Gondoletta, Luftseilbahn, Schlittenseilbahn, Seilbahn Kabelstraßenbahn                                           |
| Magnetfeld                                       | Magnetschwebebahn                                                                                                |
| Oberleitung                                      | Oberleitungsbus                                                                                                  |
| Stahlseil                                        | Luftseilbahn, Seilbahn, Sessellift, Skilift                                                                      |
| Gravitation                                      | Umlaufbahn: Objekte wie Himmelskörper, aber auch Raumfahrzeuge und Satelliten                                    |

Die weitaus meisten spurgebundenen Fahrzeugarten sind schienengebunden.

## Sonstiges
Fahrzeuge werden oft von einem Fahrzeugführer (je nach Fahrzeugart auch Kraftfahrer, Pilot oder Steuermann genannt) gesteuert, teilweise auch vom Fahrzeugführer ferngesteuert. Andere Fahrzeuge kommen ganz ohne Fahrzeugführer aus und werden automatisch oder maschinell (Autopilot; Autonomes Fahrzeug) gesteuert. Autonom oder ferngesteuerte Fahrzeuge werden auch unbemannte Fahrzeuge genannt.